# Afgan

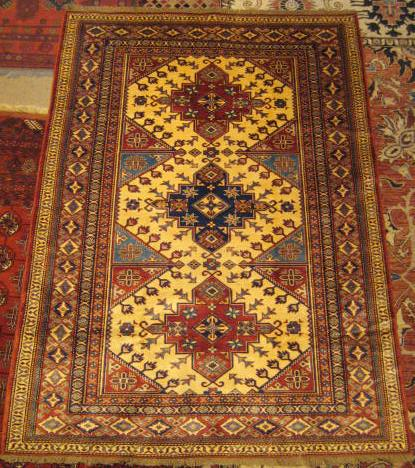
Afgan

Afgan, także kobierzec afgański – rodzaj kobierca turkmeńskiego gęsto wiązanego i krótko strzyżonego cechującego się występowaniem powtarzającego się motywu ośmiobocznego medalionu.
Wytwarzany głównie przez plemię Ersari zamieszkujące obszary Turkmenii nad rzeką Amu-daria od początku XVII wieku. Pochodzenie nazwy tego kobierca Europejczycy zawdzięczają pośrednictwu Rosjan, którzy eksportowali ten towar na Zachód, po uprzednim zaopatrzeniu się w Kabulu.
Ornamentyka afganów jest geometryczna: pole środkowe często wypełniają ułożone rzędami ośmioboczne medaliony. W starszych okazach w polu głównym występuje często duża gwiazda o średnicy do 50 cm, a w narożnikach jej ćwiartki; wolną przestrzeń uzupełniano drobnymi motywami. Obrzeżenie kobierca składa się z trzech do siedmiu wąskich bordiur z geometrycznymi wzorami: rombów, zygzaków, trójkątów, rzadziej kół i okręgów. Najczęściej występującymi zestawieniami kolorów w kompozycji afganu są: czerwony z ciemnym błękitem, z zielonym i z pomarańczowym.